# QUIZ JAPAN
《QUIZ JAPAN》於2014年創刊，是由SEVEN DAYS WAR公司編製、HOLP出版社出版，不定期發刊的日本猜謎雜誌。嚴格來說該刊物並非「雜誌」而是「書刊」，因為其使用的是日本圖書號碼而非日本雜誌編碼。

## 概要
大門弘樹於2014年2月以主編身分創刊，創刊號規劃了許多關於過往播映過的大型之特色專欄，例如《橫貫美國大猜謎》和《WQC》專題、訪問以往的猜謎王們（封面則以「QUIZ LEGEND」稱呼他們）等等。另一方面，也包含了猜謎遊戲、猜謎公開賽等電視之外的猜謎文化相關內容。自2015年2月起，以增刊形式發行QUIZ JAPAN全書系列，內容有來自知名猜謎王的題庫集、猜謎人士隨筆集等陣容。
除了出版業務，編輯團隊還會不定期在東京五反田的Genron Café等地舉辦現場對話活動。此外，2014年4月起開始在NicoNico頻道開通了專屬網路節目《QUIZ JAPAN TV》。於2016年起也開始協助在家庭劇場電視頻道播放的益智節目《Knock Out：競技猜謎日本第一決定賽》之企劃和監製。2018年1月，製作該刊的SEVEN DAYS WAR公司在東京江戶川橋開設了日本首間猜謎專賣店「QUIZ ROOM SODALITE」，可以在該店內買到QUIZ JAPAN的所有相關出版物。
雖然刊名很容易被聯想成是因受《Quick Japan》（太田出版社）的影響，但實際上名稱是源自於大門在大學時期製作的愛好者雜誌《Quiz World》。此外，真正在編製刊物上對其啟發巨大影響的其實是專門介紹職業摔角和格鬥技的雜誌《KAMINOGE》（東邦出版社）。

## 主要內容
A5版型，SEVEN DAYS WAR編撰。
| №      | 主標語                             | 封面人物／主題                                     | 發售日期   | ISBN碼            |
| ------ | ---------------------------------- | -------------------------------------------------- | ---------- | ----------------- |
| vol.01 | 給所有曾想去紐約的人…              | 第13屆《大猜謎》準決賽                             | 2014年2月  | 978-4-5933-1001-2 |
| vol.02 | 宇治原史規談猜謎                   | 宇治原史規                                         | 2014年8月  | 978-4-5933-1002-9 |
| vol.03 | 這本猜謎漫畫／猜謎小說真厲害！     | 《猜謎王》（漫畫）                                 | 2015年1月  | 978-4-5933-1003-6 |
| vol.04 | 衷心感謝，Answer×Answer            | 《網路對戰猜謎Answer×Answer》（街機遊戲）          | 2015年6月  | 978-4-5933-1004-3 |
| vol.05 | 福澤朗參上！猜謎益智節目主持人列傳 | 福澤朗                                             | 2015年12月 | 978-4-5933-1005-0 |
| vol.06 | 特製海報＆採訪盡收其中             | 高山一實（乃木坂46）                               | 2016年7月  | 978-4-5933-1006-7 |
| vol.07 | 最強的譜牒                         | 《Knock Out：競技猜謎日本第一決定賽》              | 2017年2月  | 978-4-5933-1007-4 |
| vol.08 | 為何水上颯繼續戰鬥？               | 水上颯                                             | 2017年9月  | 978-4-5933-1008-1 |
| vol.09 | 伊澤拓司的時代                     | 伊澤拓司                                           | 2018年7月  | 978-4-5933-1009-8 |
| vol.10 | 屹立崛起！《99人之牆》！           | 佐藤二朗                                           | 2019年2月  | 978-4-5933-1010-4 |
| vol.11 | 鈴木光                             | 鈴木光                                             | 2019年11月 | 978-4-5933-1011-1 |
| vol.12 | 接棒傳承                           | 鶴崎修功                                           | 2020年10月 | 978-4-5933-1012-8 |
| vol.13 | 說「這我知道」很帥氣               | 阿部亮平（Snow Man）                               | 2021年5月  | 978-4-5933-1013-5 |
| vol.14 | 致上46年的感謝，Attack Chance！    | 兒玉清（節目初代主持人，封底為末代主持人谷原章介） | 2022年3月  | 978-4-5933-1014-2 |
| vol.15 | 由福良P述說猜謎與解謎的魅力        | 福良P（QuizKnock）                                 | 2022年9月  | 978-4-8829-3549-0 |
| vol.16 | 好奇心無法停止                     | 影山優佳                                           | 2023年8月  | 978-4-8829-3554-4 |

## QUIZ JAPAN全書
作為《QUIZ JAPAN》增刊發行的單行本。繼承1990年代情報中心出版局出版的猜謎全書系列之脈絡，出版知名猜謎王的題庫集或隨筆集。
| №     | 標題                                            | 作者     | 發售日期   | ISBN碼            |
| ----- | ----------------------------------------------- | -------- | ---------- | ----------------- |
| vol.1 | 大猜謎‧迷惘世代的逆襲～猜謎神‧安藤正信的軌跡Ⅰ～ | 安藤正信 | 2015年2月  | 978-4-5933-1020-3 |
| vol.2 | 田中建一之想留給後世的至高猜謎Ⅰ                 | 田中健一 | 2015年2月  | 978-4-5933-1021-0 |
| vol.3 | 東大生猜謎王‧伊澤拓司的軌跡Ⅰ～登頂巔峰思考法～  | 伊澤拓司 | 2015年10月 | 978-4-5933-1022-7 |
| vol.4 | 田中建一之想留給後世的至高猜謎Ⅱ                 | 田中健一 | 2015年10月 | 978-4-5933-1023-4 |
| vol.5 | Quiz Monster‧古川洋平的猜謎虎之卷               | 古川洋平 | 2016年4月  | 978-4-5933-1024-1 |
| vol.6 | 東大生猜謎王‧伊澤拓司的軌跡Ⅱ～超越榮光與挫折～  | 伊澤拓司 | 2020年4月  | 978-4-5933-1030-2 |

## QUIZ JAPAN TV
在NicoNico頻道開設，團隊會製作多種猜謎節目，節目有時也會播放在全國各地舉辦的猜謎公開賽部分內容；同時期也在YouTube上開設了官方帳號，則多是用來播放雜談與宣傳方面的影片。
現有節目
- 《魁‼猜謎塾》
- 《QUIZ DEAD OR ALIVE》
- 《QUIZ JAPAN RADIO》
- 《遠端猜謎對戰 Monolith》

## 軼事
- 2017年10月29日播映的《東大王》宣傳介紹了剛出版的〈vol.08〉。封面大特寫的水上颯被主持人小園浩己（日语：ヒロミ）吐槽後害羞說出「我記不起來了」的一幕被播放出來[13]。節目後半段再次提起此書，此時被問及是否也想登上封面的鶴崎修功（日语：鶴崎修功），表示封面人物會這樣在節目中不斷被調侃而不想；然而當再被問及若是接到了封面委託，則回答「那就可能會去做吧」。[14]
- 2018年6月24日播映的《東大王》宣傳介紹了剛出版的〈vol.09〉。封面大特寫的伊澤拓司果然也被主持群吐槽；但與水上不同的是表示坦然接受。[15]

## 主筆‧相關人士
- 大門弘樹（《QUIZ JAPAN》主編，SEVEN DAYS WAR公司（日语：セブンデイズウォー_(企業)）的代表人）
- 德久倫康（日语：徳久倫康）（隸屬Genron（日语：ゲンロン）的編輯）
- 戶部田誠（日语：戸部田誠）（撰稿人）
- 長戶勇人（日语：長戸勇人）（猜謎作家、第13屆《橫貫美國大猜謎（日语：アメリカ横断ウルトラクイズ）》冠軍）
- 日高大介（日语：日高大介）（猜謎作家）
- 古川洋平（日语：古川洋平）（猜謎作家）
- 藤田太郎（日语：藤田太郎）（音樂評論家，猜謎選手）
- 松本博文（日语：松本博文）（撰稿人‧地下猜謎作家）
- 矢野了平（日语：矢野了平）（電視編劇）
- 結城靖高（猜謎‧謎題作家、猜謎專業製作公司STUDIO BEANS的代表董事）
- 吉田豪（日语：吉田豪）（自由撰稿人）

## 備註與文獻
1. ↑   (新闻稿). 家庭劇場電視頻道. 2018-08-24. （原始内容存档于2024-04-17） （日语）. 【企画・監修】QUIZ JAPAN
2. ↑  ユーサク. . エキサイトニュース. 2019-06-09. （原始内容存档于2022-02-20） （日语）.
3. ↑  . QUIZ JAPAN. 2014-03-14. （原始内容存档于2020-09-25） （日语）. また、徳久氏からの質問に答える形で、気になっていた人も多いであろう『Quick Japan』との関係（？）も明かされた。なんでも、「同人誌『クイズワールド』が源流なので、おそらく世界のクイズを扱うことはないから『QUIZ JAPAN』でいいんじゃないか、ということで誌名を決めた」とのこと。また「『Quick Japan』とは同じ判型なので、デザインなどの参考にした。が、本を作るうえで最も影響を受けたのは、格闘技雑誌の『KAMINOGE』」という意外な事実も。
4. ↑  「這本漫畫真厲害！」和「這本輕小說真厲害！」的戲仿標題。
5. ↑  SEGA於2014年10月宣布翌年2月起該機檯遊戲全面停止營運。
6. ↑  SEGA. . 2014-10-07. （原始内容存档于2014-10-07） （日语）.
7. ↑  孫竣豪. . 台灣電玩雜誌 (GTI全球電玩產業資訊網). 2010-03, (233): 56. （原始内容存档于2010-04-27） （中文（臺灣））. 「網路對戰猜謎Answer×Answer」系列最新作品－「網路對戰猜謎Answer×Answer 2DX」，是一款可連線對戰的猜謎遊戲。此部機檯設置有八種猜謎形式，且有「全國四人對戰」、「店內一對一對戰」以及「活動大會」等遊玩方式，並可使用IC記憶卡來儲存個人遊戲資料。
8. ↑  Oricon News. . 2021-07-02. （原始内容存档于2021-07-02） （日语）.
9. ↑  戲仿漫畫作品《魁！！男塾》的標題。
10. ↑  戲仿電玩系列作品《生死格鬥》的標題。
11. ↑  該節目因應日本新冠疫情嚴重時期創設，Monolith是指磐石，意喻參賽的每個人都是猜謎界強悍的單體巨岩。
12. ↑   (新闻稿). 2021-01-30. （原始内容存档于2024-04-17） （日语）.
13. ↑   [天才東大生vs天才高中生軍團★高中生猜謎冠軍校會戰勝東大生嗎？]. . 第2季. 線上影音謄本.  事件发生在 13:19. 2017-10-29. TBS電視網. TBS電視台 （日语）. 山ちゃん：「これ知ってます　ヒロミさん？」　ヒロミ：「何ですか？」　現場：「うわ」　山ちゃん：「Quiz Japan　〈水上颯はなぜ戦い続けるのか？〉」　現場：「うわ」　ヒロミ：「なにこれ」　山ちゃん：「見てくださいこれ　本に寄りかかるなお前は！」　ヒロミ：「山梨の星　どういうことでこれやったんだ？」　水上：「記憶にありません」　山ちゃん：「悪い政治家か！」
14. ↑   [天才東大生vs天才高中生軍團★高中生猜謎冠軍校會戰勝東大生嗎？]. . 第2季. 線上影音謄本.  事件发生在 48:45. 2017-10-29. TBS電視網. TBS電視台 （日语）. 山ちゃん：「もう水上が今日ノリにのってますから　途中からくれ」　ヒロミ：「まあまあ　何がやっぱ…そうたな　本を出してからやっぱり違いますね　鶴崎やりたいか　こういうの？」　鶴崎：「どうかなぁ…　出たら　また　その東大王てずっと出されるんですよね？」　山ちゃん：「当たり前ですよ」　鶴崎：「やあですよそれ」　ヒロミ：「そう言えげど　こういうにやりませんか？って来たらどうすんだ？」　鶴崎：「まあ　やっちゃうかもしれない」　山ちゃん：「やはりやりますね」
15. ↑   [以絕佳狀態對戰早慶出身的藝人軍團！前集已淘汰12人的水上…會刷新紀錄嗎？]. . 第2季. 線上影音謄本.  事件发生在 23:54. 2018-06-24. TBS電視網. TBS電視台 （日语）. 山ちゃん：「さすがですね　こういうふうに雑誌で伊沢の時代　なんて言われてますから」　現場：「何だ　何？すごい」　ヒロミ：「クイズと言ったら、伊沢。伊沢と言ったら、クイズ」　現場：「うわ」　伊沢：「おかげ様で！」

## 外部連結
- QUIZ JAPAN官方網站 （页面存档备份，存于）（日語）
- QUIZ JAPAN的X（前Twitter）（日語）
- QUIZ JAPAN的Facebook專頁（日語）
- QUIZ ROOM SODALITE的官方網站 （页面存档备份，存于）（日語）
- Genron Café的官方網站 （页面存档备份，存于）（日語）
- STUDIO BEANS的官方網站 （页面存档备份，存于）（日語）
- QUIZ JAPAN TV在NicoNico頻道的官方網站 （页面存档备份，存于）（日語）
- YouTube上的QUIZ JAPAN TV頻道（日語）
- 《魁‼猜謎塾》的官方網站 （页面存档备份，存于）（日語）